# Pallacanestro ai I Giochi del Mediterraneo
Il torneo di pallacanestro ai I Giochi del Mediterraneo si è svolto nel 1951 ad Alessandria d'Egitto.

## Classifica finale
| -  | Paese   | Formazione |
| -- | ------- | --- |
|    | Egitto  | EgittoAbbas, Abou Ouf, Bahgat, Catafago, Hafez, el-Kheir, Montassir, el-Rashidi, Sabounghi, Selim, Youssef, All. -                                                     |
|    | Spagna  | SpagnaBorrás, Brunet, Dalmau, Galíndez, Imedio, Martín, Oller, Pérez, Piernavieja, Pinedo, All. Fernando Font                                                          |
|    | Italia  | Italia3 Primo, 4 Cerioni, 5 Bongiovanni, 6 Negroni, 7 Zia, 8 Margheritini, 9 Macoratti, 10 Presca, 11 Pagani, 12 Muci, 13 Zucchi, 33 Stefanini, All. Elliott Van Zandt |
| 4. | Grecia  | GreciaArvanitīs, Cholevas, Christoforou, Karalīs, Manias, Matthaiou, Mīlas, Papadīmas, Spanoudakīs, Stefanidīs, Taliadōros, All. Vladimīros Vallas                     |
| 5. | Libano  | |
| 6. | Turchia | TurchiaAlkan, Demir, Diyarbekirli, Granit, Gülçelik, Okaya, Partener, Seldüz, Sevin, Taşlıca, Yalım, All. -                                                            |
| 7. | Siria   | |